# Грут Піл (національний парк)
Національний парк Де Грут Піл — національний парк у регіоні Де-Піл на південному сході Нідерландів на кордоні між провінціями Лімбург і Північний Брабант. Площа 13,4 км², зберігає торф'яне болото, яке залишилося частково недоторканим торфорозробкою, яка раніше була великою в цьому районі.
Це одна з найбільш багатих на птахів територій у Західній Європі, де мешкають пірникози чорношиї та іноді мігрують звичайні журавлі в жовтні/листопаді. Рельєф різноманітний із важкодоступними торф'яними болотами, озерами, вересами та піщаними грядами. Нинішнє болото і деякі озера утворилися шляхом видобутку торфу.
Є 3-кілометровий маршрут, який показують червоні стовпи з вежею, з якої відкривається вид на пустку. Слід бути обережним, покидаючи призначений маршрут. Болота можуть бути підступними.

## Історія парку

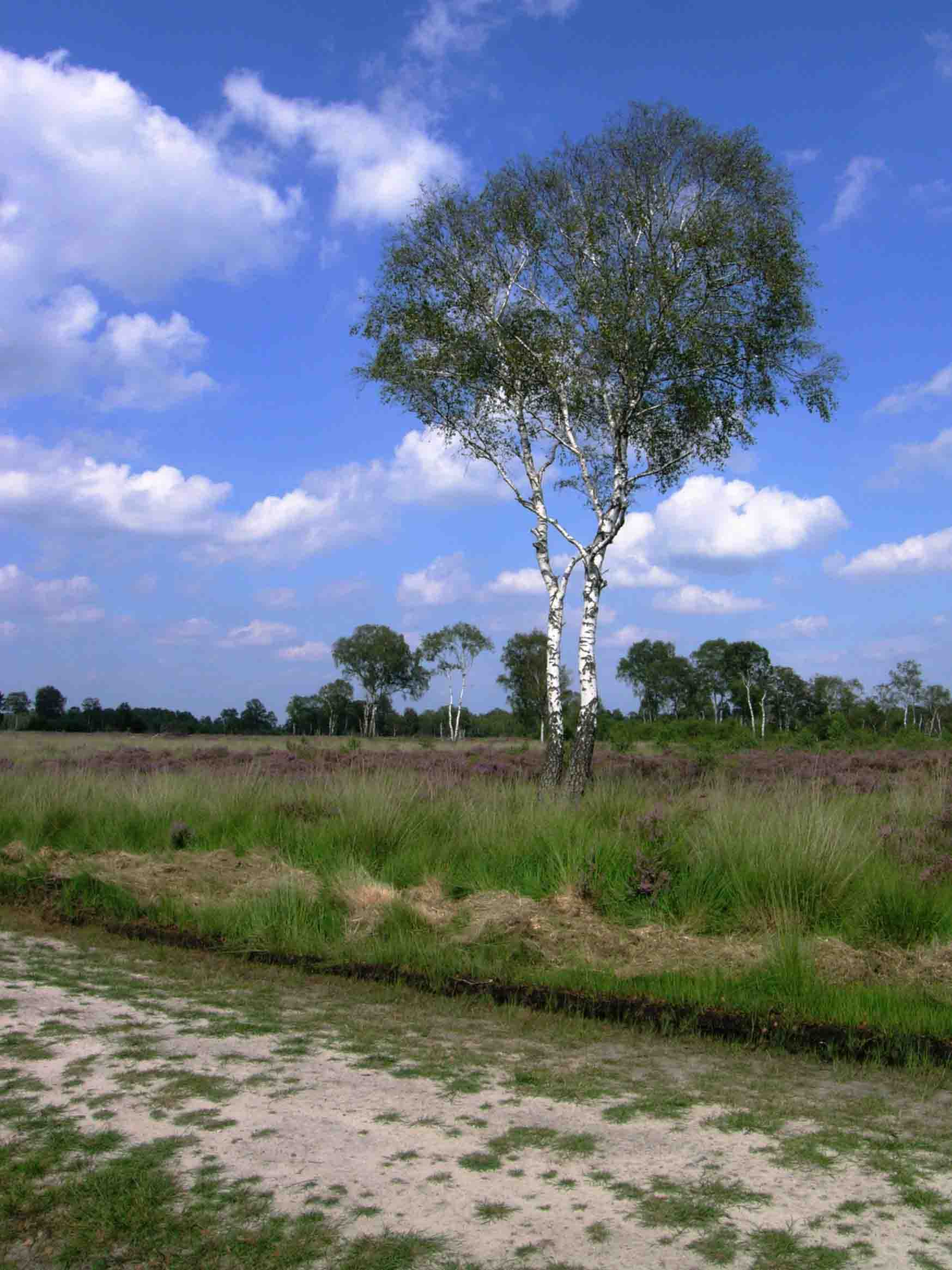
Самотня берізка у вересі біля дороги

Національний парк Грут Піл є одним із останніх верхових боліт, які залишаються необробленими. Грут Піл пропонує різноманітний ландшафт недоступних торф'яних боліт, озер, відкритих болотистих місцевостей, рівнин і піщаних хребтів із фіолетовими болотами. Нинішній ландшафт Грут Пілу був створений видобутками торфу. Ці видобутки в деяких місцях створили великі озера в болотистому ландшафті. Приблизно в середині 20 століття були висаджені гряди дерев. Волога і тиха природа робить місцевість привабливою для птахів. Грут Піл є одним із найбагатших на птахів районів Західної Європи. Місцевість має особливу рослинність багатьох рідкісних видів. Його зробили доступним для відвідувачів завдяки будівництву піднесених доріжок над великими болотами.